# Gonatodes concinnatus
Espèce
Statut de conservation UICN

 LC  : Préoccupation mineure
Synonymes
- Goniodactylus concinnatus O'Shaughnessy, 1881
- Goniodactylus buckleyi O'Shaughnessy, 1881

Gonatodes concinnatus est une espèce de geckos de la famille des Sphaerodactylidae.

## Répartition et habitat
Cette espèce est présente dans l'ouest de l'Équateur et au nord du Pérou. Elle vit dans la forêt tropicale humide de basse altitude.

## Alimentation
C'est un insectivore qui consomme la plupart des arthropodes de taille adaptée.

## Publication originale
- O'Shaughnessy, 1881 : An account of the collection of lizards made by Mr. Buckley in Ecuador, and now in the British Museum, with descritions of the new species. Proceedings of the Zoological Society of London, vol. 1881, p. 227-245 (texte intégral).